# 塞尼卡縣 (紐約州)
瑟內卡郡（英語：Seneca County）是美國紐約州西部的一個縣。面積1,011平方公里。根據美國2000年人口普查，共有人口33,342。縣治奧維德村和滑鐵盧村。
成立於1804年。縣名來自當地早期的原住民塞尼卡人。